# Villaverde de Íscar
Villaverde de Íscar est une commune de la province de Ségovie dans la communauté autonome de Castille-et-León en Espagne.

## Sites et patrimoine
- Église San Sebastián